# Rancés Yzarra
Rancés Daniel Yzarra Bolívar (Maracay, 18 de junio de 1994 - Maracay, 29 de julio de 2024) fue un ingeniero y manifestante venezolano, conocido por ser la primera persona asesinada en el transcurso de las protestas en Venezuela de 2024 en contra de los cuestionados resultados de las elecciones presidenciales de 2024.

## Biografía
Rancés Yzarra nació el 18 de junio de 1994 en Maracay, estudió ingeniería en la UNEFA, de la cual se egreso como ingeniero. Solía ser activo en redes sociales, principalmente en Facebook, donde publicaba mensajes críticos hacía el régimen de Nicolás Maduro y sus simpatizantes.

Por mí se puede morir todo aquel madurista que necesite de mí y prefiero mil veces morirme que pedirle ayuda a un madurista
Rancés Yzarra

Lo que decía la Última publicación en Facebook de Rancés Yzarra horas antes de morir.

## Asesinato
Rancés Yzarra era parte de una protesta en contra de la reelección de Nicolás Maduro que tuvo lugar en los alrededores de la parroquia San Jacinto en Maracay el día 29 de julio, hasta que una comisión de la Guardia Nacional llegó al lugar para reprimir la manifestación, disparando bombas lacrimógenas y balas contra los protestantes.
Yzarra fue herido de gravedad en el pecho al haber sido alcanzado por una bala, manifestantes cargaron el cuerpo inconsciente y ensangrentado de Yzarra, trataron de transportarlo en una moto, pero al no poder, optaron por llevarlo a pie en busca de ayuda médica. Fue llevado de urgencia al hospital clínico de Maracay, pero llegó sin signos vitales al centro asistencial, no pudo ser reanimado por los médicos del hospital y murió por desangramiento. La muerte de Rancés Yzarra fue la primera de otras 25 durante las protestas en contra de la reelección de Nicolás Maduro.
Su familia lamentó su muerte en redes sociales y pidió ayuda para cubrir los gastos de su funeral, a la vez exigieron justicia para que su asesinato no quede impune.